# Penta Investments
Penta Investments Limited, zkráceně Penta, je mezinárodní koncern se sídlem v daňovém ráji na ostrově Jersey, v Lamanšském průlivu. Hlavními spolumajiteli jsou podnikatelé Marek Dospiva a Jaroslav Haščák, kteří spolu s dalšími třemi podnikateli založili v roce 1993 původní firmu Penta Brokers obchodující s cennými papíry v rámci kuponové privatizace na Slovensku. Skupina Penta později své aktivity rozšířila do řady dalších zemí, především do Česka, Polska a Rumunska. Penta je mimo jiné vlastníkem sázkové kanceláře Fortuna, lékarenského řetězce Dr. Max, řady poliklinik, nemocnic nebo domů pro pacienty s Alzheimerovou chorobou. V Česku Penta soustředí své aktivity také na development nemovitostí.

## Historie
Marek Dospiva a Jaroslav Haščák získali startovní kapitál z dovozu textilních výrobků z Číny do Československa počátkem 90. let. V roce 1994 pak spolu s Josefem Oravkinem, Martinem Kúšikem a Jurajem Herkem založili firmu Penta Brokers na obchodování s cennými papíry. Název "Penta" pochází ze skutečnosti, že zakladatelů bylo pět (řecky penta). Juraje Herka v roce 2002 nahradil Jozef Špirko, který pracoval v Pentě prakticky od jejího počátku jako investiční manažer.
V letech 1994-1997 firma investovala především do nákupu opcí. Rok 1997 byl v historii firmy rozhodující tím, že ovládla fond VÚB Kupón s hodnotou aktiv kolem 9 miliard Kč, který spravoval přes 100 podniků.
Skupování a následné výhodné prodávání akcií v rámci slovenské kuponové privatizace bylo hlavní příčinou rychlého zbohatnutí společnosti Penta Brokers. V letech 1997 – 2002 firma "restrukturalizovala" například podniky Drátovna Hlohovec, Slovnaft, Chemolak či Slovenská plavba a přístavy, VSŽ, Slovenská pojišťovna, Elektrovod a Sanitas. V roce 1999 Penta restrukturalizovala své podnikání do holdingové podoby s mateřskou společností na Kypru. V roce 2001 Penta vstoupila na český trh, kde investovala do podniků Dr. Max, Fortuna, Aero Vodochody a SmVaK. V letech 2002-2006 nastal vysoký růst čisté hodnoty aktiv celé skupiny (z cca 70 mil. EUR na 460 mil. EUR)[zdroj?] V tomto období firma například investovala do zdravotních pojišťoven Důvěra, Sidéria, Apollo a do vodárenských projektů.
V roce 2005 Penta dokončila vnitřní restrukturalizaci, kterou se dosáhlo toho, že má Penta z mezinárodního hlediska strukturu standardní private equity firmy. Téhož roku začala investovat do nemovitostí (první byl projekt Digital Park v Bratislavě, v roce 2010 pak začala s developerskou činností i v Česku)
V Polsku Penta investovala do lékárenství a také koupila největší nezávislou maloobchodní síť Žabka. V roce 2008 začala investice do masného průmyslu v Maďarsku. V roce 2012 vstoupila Penta akvizicí strojírenské firmy Gehring Technologies na německý trh.

### Prodej pozemků Letišti Praha
V únoru 2009 prodala skupina Penta Letišti Praha klíčové pozemky pro výstavbu nové letištní ranveje za cenu cca 5500 Kč za metr čtvereční. Nová ranvej byla dlouhodobě plánována a Letiště Praha mělo možnost pozemky získat už v roce 2005 od obchodníka s pozemky Miloše Červenky (který měl zajistit jejich výkup od soukromníků) za cenu nejvýše 550 Kč za metr čtvereční. Tehdejší ředitel letiště Martin Kačur ale tehdy nákup pozemků za tuto cenu odmítl. Údajně mu to nedoporučila advokátní kancelář Weil, Gotshal & Manges. Tyto pozemky později získala do vlastnictví právě skupina Penta a letiště je od ní tedy čtyři roky poté koupilo za zhruba desetinásobek dřívěji nabízené ceny. Martin Kačer se poté, co skončil na pozici ředitele Letiště Praha, stal generálním ředitelem firmy Letiště Vodochody, kterou vlastní Penta. Nákup navíc proběhl tak, že Penta pozemky předala své dceřiné společnosti Realitní developerská, kterou potom celou letišti prodalo. Tím, že Penta pozemky neprodala napřímo, se tak vyhnula povinnosti zaplatit českému státu daň z převodu nemovitostí, která by u tak velké transakce činila zhruba 120 milionů Kč.

### Kauza Gorila
Na konci roku 2011 na internet unikly dokumenty s názvem Gorila, které údajně měla vypracovat slovenská tajná služba SIS na základě odposlechů bytu ve Vazovově ulici v Bratislavě, kde se měl spolumajitel Penty Jaroslav Haščák setkávat s politiky a dalšími vlivnými lidmi. Tím začala tzv. kauza Gorila. Haščák měl údajně nabízet úplatky členům slovenské politické strany Směr-SD a navštěvovat ho zde měl i tehdejší slovenský premiér Robert Fico. Dalším politiky, kteří se měl zákulisně scházet s Haščákem, byli např. tehdejší ministr hospodářství Jirko Malchárek nebo ministr financí Ivan Mikloš. Údajná uniklá zpráva tajné služby ale neobsahovala přímo zmiňované nahrávky. Ty byly policií objeveny až v roce 2018 v bytě podnikatele Mariána Kočnera obviněného z objednávky vraždy investigativního novináře Jána Kuciaka.

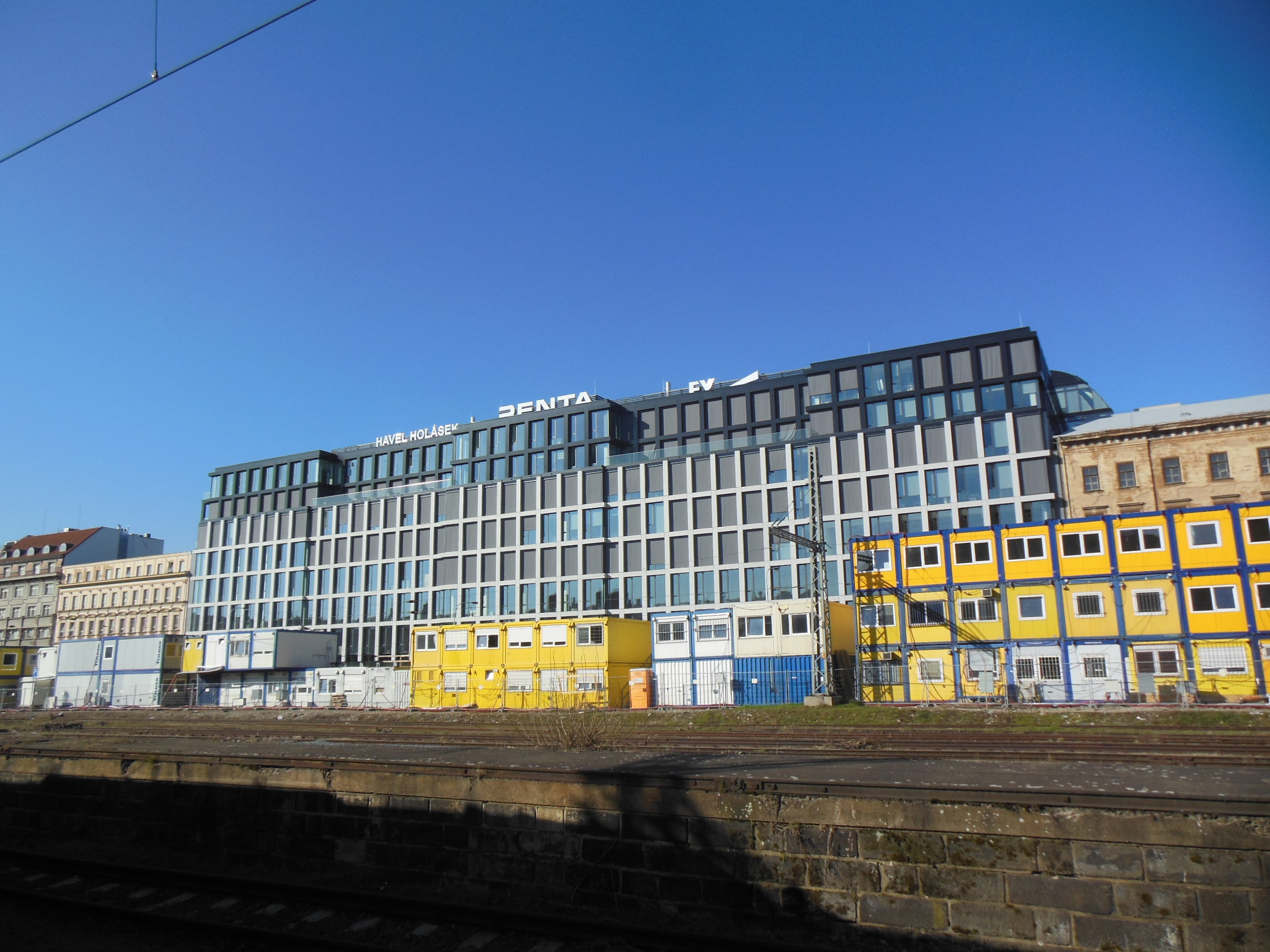
Pražský kancelářský komplex Florentinum postavený v roce 2014 skupinou Penta, později prodaný čínské CEFC

Florentinum byl prvním realitním projektem Penty v České republice, výstavba byla dokončena ve 4. čtvrtletí 2013. V listopadu 2016 Penta Florentinum prodala. V silně obsazeném mezinárodním tendru Florentinum získala čínská skupina CEFC.
V září 2014 Penta vstoupila na slovenský mediální trh prostřednictvím spolupráce s holandskou investiční společností V3 Media Holdings, která uzavřela akvizici vydavatelství 7 PLUS,a.s., včetně internetové společnosti Centrum Holdings, a také akvizici vydavatelství TREND Holding, s.r.o.
O rok později, v listopadu 2015, Penta vstoupila na český mediální trh akvizicí zdejšího největšího vydavatele tištěných médií – Vltava Labe Media, která v roce 2016 změnila svoje jména na Vltava – Labe – Média, a. s. V roce 2016 se Penta také stala 100% vlastníkem vydavatelství ASTROSAT.

### Přestavba okolí Masarykova nádraží v Praze
V roce 2016 byly Pentou představeny plány na zastavění komplexu nazývaného Central Business District v oblasti dlouhodobě opuštěného brownfieldu u Masarykova nádraží. Autorkou architektonického návrhu byla mezinárodně oceňovaná architektka Zaha Hadid.
Projekt byl od svého představení v roce kritizován za to, že město Praha nechalo Pentě jakožto soukromému investorovi příliš volné ruce a nestanovilo předem jasné požadavky na podobu, funkci a rozčlenění oblasti z pohledu města. Městská správa měla také lépe předem komunikovat s Českými drahami, které vlastní přilehlé Masarykovo nádraží a s občany města, kteří údajně neměli dostatečný prostor pro ovlivnění podoby projektu. Pavel Streblov, vedoucí celého projektu Penty, řekl, že o projektu Penta s Institutem plánování a rozvoje hlavního města Prahy asi dva a půl roku jednala a řešila jeho připomínky. Také vyjádřil, že je Penta připravena s veřejností o projektu dále diskutovat.
Řešení dopravy, urbanismu i přístup k památkové ochraně kritizovala opozice Prahy 1 a občanské spolky jako Arnika nebo AutoMat. O kontroverzích projektu byl v roce 2017 natočen díl pořadu Nedej se! České televize. Výstavba komplexu byla zahájena v roce 2021.
V roce 2017 ovládla Penta největší lékarenskou firmu v Rumunsku se zhruba 600 provozovnami.

### Neúspěšný projekt výstavby u stanic metra D
V únoru 2018 se pražská primátorka Adriana Krnáčová sešla na večeři v pražské restauraci Sia poblíž náměstí Republiky se spolumajitelem Penty Markem Dospivou a vedoucím realitní divize Penty Petrem Paličkou, za což byla kritizována opozicí, protože vedení Prahy v té době jednalo s Pentou o společném projektu výstavby nad osmi stanicemi chystané trasy metra D. Mělo jít o společný podnik Dopravního podniku hlavního města Prahy a Penty, která měla mít v podniku většinu. Po komunálních volbách v říjnu toho roku došlo ovšem k výměně vedení města a nové vedení Prahy společný projekt s Pentou zastavilo.
V roce 2019 bylo 38 % hodnoty skupiny Penta na Slovensku, 32 % v Česku, 13 % v Polsku, taktéž 13 % v Rumunsku a zbylá čtyři procenta v dalších zemích. Na Slovensku jako svém hlavním trhu tehdy vlastnila řetězec lékáren, desítky poliklinik a ambulantních center, sedmnáct nemocnic, zdravotní pojišťovnu, dvě banky a spoluvlastnila hliníkárnu a závody na zpracování masa. Krom toho vlastnila Penta řadu médií skrze News and Media Holding, který byl vydavatelem týdeníku Plus 7 Dní, ekonomického týdeníku Trend a deníku Plus 1 Den, dále spoluvlastnila také společnost Petit Press, která vydávala deník SME. 

### Odchod Haščáka a Oravkina
V prosinci 2020 vzal Specializovaný soud v Pezinku v souvislosti s kauzou Gorila do vazby spolumajitele Penty Jaroslava Haščáka kvůli obvinění z korupce a praní špinavých peněz. Jaroslav Haščák se v reakci na to vzdal všech výkonných funkcí ve společnosti. Ve vazbě nakonec strávil 30 dní. V červnu roku 2021 pak začal Haščák převádět svůj vlastnický podíl ve skupině Penta na svou manželku. Na konci roku 2021 měl z výkonných pozic ve firmě odejít také Jozef Oravkin (třetí největší podílník ve skupině Penta) a jeho vlastnický podíl měl být postupně vyplacen. V srpnu téhož roku Slovenský generální prokurátor stíhání Jaroslava Haščáka zrušil kvůli absenci důkazů.

## Historie právní struktury skupiny
Celá Penta de facto vznikla v roce 1994 na Slovensku pod názvem Penta Brokers, s.r.o. (zápis do obch. Rejstříku 21.9.1994). Tento podnik byl v roce 1995 přejmenován na podnik Penta Brokers, a.s., obchodník s cennými papíry, který byl v roce 1998 zrušen sloučením s podnikem AKS, a.s., založeným v roce 1997 a zlikvidovaných v roce 2000. V roce 1998 byl "namísto" podniku Penta Brokers založen podnik Penta Group, a.s., který byl v dubnu 2005 přejmenován na WFSE, a.s., který existuje dodnes, od roku 2002 byl jeho vlastníkem kyperský podnik Penta Holding Limited a od roku 2006 kyperský podnik Penta Investments Limited s reg. Č. C 158996). Pro oblast realit byl v roce 1997 (odkoupením a kompletní transformací známého vydavatelství PŘÍRODA a.s.) paralelně vytvořen podnik East Real, a.s., který byl v roce 2001 přejmenován na Penta Reality, a.s. Tento podnik je od roku 2011 v likvidaci.
Současný podnik de iure vznikl až v roce 2005 na Kypru pod názvem Penta Trust Limited a po pár měsících byl přejmenován na Penta Investments Limited (reg. Č. C 158996). Tato kyperská společnost však de facto vznikla již v roce 1999 jako podnik pod stejným názvem (Penta Investments Limited, reg. Č. C 101571), který byl v roce 2005 přejmenován na Penta First Fund Limited (pod tímto názvem existuje dodnes, ale investiční aktivity přebral podnik Penta Investments Limited s reg. č. C 158996). Ve stejný den jako Penta Investments Limited s reg. r. C 101571 byla na Kypru založena i holdingová společnost Penta Holding Limited (= Penta Holdings Limited; reg. Č. C 101570).
Pokud jde o současný stav na Slovensku, kyperská Penta Investments Limited (resp. jistý čas byla vlastníkem pro změnu Penta Holdings Limited) v roce 2004 založila samostatný podnik pod názvem WFGD, as (2004-2005), který byl brzy přejmenován na Penta Investments, as (2005-2007) a poté na Penta Investments, s.r.o. (2007-2008). Podnik Penta Investments. s.r.o. byl v roce 2008 sloučen s kyperskou Penta Investments Limited (a tedy zřejmě i s její slovenskou organizační složkou). V roce 2011 kyperská Penta Investments Limited na Slovensku opět založila paralelně ke své slovenské organizační složce nový podnik pod názvem Penta Investments, s. r. o. (s mezerami ve zkratce na konci názvu).

### Vlastnická struktura v roce 2019
V roce 2019 byla vlastnická struktura Penty vystavěna na síti 34 kyperských firem, které zastřešovaly jednotlivé projekty. Podle investigace Deníku N vlastnil v roce 2019 44,1 procent skupiny Penta Jaroslav Haščák, 42,98 procent Marek Dospiva, 10,83 procenta Jozef Oravkin, 1,12 procenta Eduard Maták a 0,96 procenta Ian Child. Ústřední společnost zastřešující skupinu Penta sídlila v roce 2019 na ostrově Jersey, v Lamanšském průlivu, který je považován za jeden z předních daňových rájů.

## Realitní projekty
Toto je výběr realitních projektů Penty:
- Florentinum, Praha, realizace 2012–2014
- Waltrovka, Praha, realizace 2015–2020
- Sky Park, Bratislava, zahájení 2017
- Churchill Square, Praha, realizace 2017–2020
- Masaryčka, Praha, zahájení 2020, dokončení plánováno 2026
- Victoria Palace, Praha, realizace 2016–2024
- Nuselský pivovar, Praha, dokončeno 2025
- Florenc 21 – Etapa Západ, Praha, zahájení 2024